# Vinh Xuân
Vinh Xuân là một xã ven biển và đầm phá thuộc huyện Phú Vang, thành phố Huế, Việt Nam.
Xã có diện tích 18,09 km², dân số năm 1999 là 7.955 người, mật độ dân số đạt 440 người/km².

## Hành chính
Xã có 6 thôn: Mai Vĩnh, Khánh Mỹ, Tân Sa, Kế Võ, Xuân Thiên Thượng và Xuân Thiên Hạ.

## Giáo dục
Trên địa bàn xã có Trường THPT Vinh Xuân (1 trong 3 trường THPT của huyện Phú Vang), trường THCS Vinh Xuân, trường Tiểu học Vinh Xuân và trường Mầm non Vinh Xuân.